# Fry a továrna na Slurm
Fry a továrna na Slurm (v anglickém originále Fry and the Slurm Factory) je třináctá epizoda první série seriálu Futurama. Poprvé byla vysílána 14. listopadu 1999 stanicí Fox.

## Děj
Firma Slurm vyhlásí soutěž o několik cen a první z nich je exkurze v jejich továrně a že si výherce zapaří s maskotem firmy – Slimem McKenziem. Fry má štěstí a napije se zrovna z výherní plechovky. Na exkurzi jde celá firma Planet Express. Prohlídka probíhá normálně, říkají jim o všech přísadách až na jednu tajnou. Posádka se najednou ztratí, snaží se najít východ a při tom narazí na onu tajnou přísadu, vlastně jedinou přísadu Slurmu.
A jak to končí? Tou přísadou je jakýsi trus a výkaly velkého slimáka. Ti je tam uvidí a nechtějí je nechat odejít. Honí je, ale nakonec se jim podaří utéct.

## Postavy
Postavy, které se v této epizodě poprvé objevily:
- Slim McKenzie
- žumpalampové
- slimáčí královna